# Volo Aeroflot 498
Il volo Aeroflot 498 era un volo passeggeri interno sovietico da Severomujsk a Ulan-Udė che si schiantò vicino al lago Bajkal il 14 giugno 1981 in rotta verso la sua sosta prevista all'Aeroporto di Nižneangarsk. Tutti i 44 passeggeri, inclusi 13 bambini, e i 4 membri dell'equipaggio a bordo morirono e l'aereo andò distrutto. Rimane l'incidente più mortale che abbia mai coinvolto un Ilyushin Il-14.

## L'aereo
Il CCCP-41838 era un Ilyushin Il-14M prodotto il 1 gennaio 1957 che fino al giorno dell'incidente aveva affrontato 16 185 ore pressurizzazione totali e 18 427 cicli di decollo/atterraggio. L'aereo era dotato di motori registrati come BB 29471633 252073177. Al momento dell'incidente era gestito dalla direzione dell'aviazione civile della Siberia orientale di Ulan-Udė sotto l'Aeroflot.

## Il volo e l'incidente
L'equipaggio era composto dal pilota in comando Aleksej Timofeevič Mordovskij, dal copilota Aleksandr Lobsonovič Kyrmygenov e dall'ingegnere Aleksandr Vasil'evič Žarnikov. Il volo 498 avrebbe dovuto volare da Severomujsk in direzione dell'Aeroporto Bajkal a Ulan-Udė, con una sosta programmata all'Aeroporto di Nižneangarsk nell'omonima città. Il volo aveva superato la sua capacità di peso al decollo di 186 chilogrammi e partì da Severomujsk alle 09:41 MSK.
A causa del maltempo l'aeroporto di Nižneangarsk venne chiuso, portando l'equipaggio alla decisione di atterrare in un aeroporto nella vicina Ust-Barguzin. Le montagne che circondano il lago Bajkal a quel tempo erano oscurate dalle nubi e la visibilità era di soli 5 chilometri con pioggia e venti fino a 5 metri al secondo. Vennero segnalate condizioni di nebbia e scarsa visibilità anche sulla penisola Svjatoj Nos, che sarebbe divenuta il luogo dello schianto del velivolo. Alle 10:30 MSK, quasi un'ora dopo il decollo, i piloti segnalarono la loro presenza e alle 10:41 aprirono le comunicazioni con la torre di controllo di Ulan-Barguzin in preparazione all'atterraggio. Le condizioni intorno all'aeroporto di Ust-Barguzin erano leggermente più favorevoli di quanto previsto all'altezza del velivolo. Alle 11:02, per segnalare la propria posizione, l'Ilyushin prese contatto, in violazione delle regole aeree, con la torre di controllo aereo a Ulan-Udė invece di fare rapporto a Ust-Barguzin. Inoltre non segnalarono la loro posizione o le condizioni meteorologiche. Il rilevatore di dati dell'aereo, l'ARP-6, risultava instabile, cosa di cui la torre di controllo di Ust-Barguzin avvertì il volo 498 con largo anticipo. A causa dell'equipaggiamento difettoso il volo deviò a destra dal suo percorso di circa 32 chilometri. Alle 11:16 l'aereo passò da un'altezza di 3 600 metri a 2 700 metri. Poco prima dello schianto l'equipaggio di volo disinformò intenzionalmente la torre di controllo che l'aeroporto era in vista, e il controllore diede loro le istruzioni per eseguire un atterraggio secondo le regole del volo a vista; i piloti ne presero atto alle 11:21, senza essere effettivamente in grado di vedere la pista. Il pilota aveva scambiato Svjatoj Nos per la pista d'atterraggio.
Alle 11:22 MSK l'Il-14 si schiantò a 1.300 metri (4.300 piedi) sul livello del mare sul fianco di una montagna situata a circa 30 chilometri dall'aeroporto di Ust-Barguzin. Al momento dell'impatto era inclinato ad un angolo di 10 gradi a sinistra con un angolo di traiettoria di 2 o 3 gradi. Tutte le 48 persone, 44 passeggeri (di cui 13 bambini) e 4 membri dell'equipaggio, morirono sul colpo e l'aereo si distrusse irreparabilmente. Purtroppo anche gran parte della strumentazione era distrutta, rendendo difficile individuare la causa esatta dell'incidente. Tra queste apparecchiature c'era la bussola radio ARC-5, rendendo impossibile determinarne l'efficienza. In definitiva la causa dell'incidente è stata attribuita al pilotaggio passivo e all'errore umano.